# These Are the Days of Our Lives
«These Are the Days of Our Lives» (укр. «Це дні нашого життя») — пісня та сингл британського рок-гурту «Queen». Одна з найпопулярніших пісень гурту. Попри те, що пісня була зарахована як спільна творчість всього гурту, переважно її написав барабанщик Роджер Тейлор, вона стала восьмим треком альбому «Innuendo» 1991 року. Клавішні були запрограмовані чотирма учасниками гурту в студії, а перкусія у вигляді конґи (синтезована конґа) була записана їх продюсером Девідом Річардсом (хоча гра на конзі була відтворена у відео до пісні Роджером Тейлором).
Пісня вийшла як сингл в США разом з піснею «Bijou» на стороні «Б» на 45-й день народження вокаліста Фредді Мерк'юрі, 5 вересня 1991 року, і як подвійний сингл на стороні «A» у Великій Британії 9 грудня після смерті Мерк'юрі, з піснею «Queen» «Bohemian Rhapsody». Сингл дебютував на #1 в UK Singles Chart і залишався на вершині протягом п'яти тижнів, також він очолював ірландський чарт синглів протягом шести тижнів і досяг 16-го місця в Німеччині. У Великій Британії сингл отримав платинову сертифікацію, вийшло 600 000 платівок. «These Are The Days» сама по собі очолювала польський чарт LP3 протягом чотирнадцяти тижнів поспіль. Пісня відзначена премією Brit Awards як «Найкращий британський сингл» у 1992 році. У 1994 році Роджер Тейлор дав оцінку пісні словами: «Це найкраще, що я написав для „Queen“».
Крім альбому і синглу, пісня виходила ще й на інших збірках пісень гурту. Це «Greatest Hits III», «Jewels II» і «Stone Cold Classics». Крім цього, пісня виходила в складі інших альбомів у бокс-сеті: «The Platinum Collection».

## Про пісню
Це був перший сингл, що вийшов після смерті Фредді Мерк'юрі. Після його смерті учасники гурту, що залишилися, вирішили віддати йому пам'ять, і перевидали «Bohemian Rhapsody» (разом з «These Are the Days of Our Lives»). «Bohemian Rhapsody» вдруге очолила чарт Великої Британії. Платівка була продана в кількості 1.1 мільйона копій, ставши другим за популярністю синглом 1991 року. Всі доходи від цього перевидання Мерк'юрі перед смертю розпорядився віддати благодійному фонду Терренса Хіггінса по боротьбі зі СНІДом. Сингл відначений Нагородою Айвор Новелло як кращий сингл 1991 року.
Пісню продюсував Девід Річардс, який додав партію конґи (різновид африканського барабана) і партію маракасів фірми Ludwig. Джон Дікон зіграв бас-лінію на гітарі Fender і на синтезаторі фірми Korg M1. Роджер Тейлор грав на ударних фірми Ludwig, а Браян Мей грав на своїй Red Special. Через кілька років він визнав, що його соло було приголомшливим. Пісня написана в тональності До мажор. Модуляцій не відбувається. Темп не змінюється. У приспівах Фредді Мерк'юрі співає «подвійною» гармонією (спочатку був записаний перший голос, потім другий, тільки на терцію нижче).

## Оцінки
Оглядач Рон Харт з журналу «Rolling Stone» писав: «керована конгою синтезаторна балада „These Are The Days Of Our Lives“ є найзначнішим синглом „Innuendo“, враховуючи, що вона вийшла на 45-й день народження Мерк'юрі, і що її відео ознаменувало останній раз, коли його шанувальники змогли побачити співака живим, бо його зняли в травні 91-го року на заключних етапах його битви зі СНІДом. Балада в дусі „Love of My Life“, це була пісня, яка несла значну кількість ваги, враховуючи хиткість появи Мерк'юрі в чорно-білому відео, що пізніше було посилено, коли з'явилися невидані кольорові кадри зі знімання „Days Of Our Lives“».

## Складова пісні
Існує одна версія пісні, вона вийшла як у альбомі, так і у синглі.
Альбомна версія триває 4 хвилини і 11 секунд. Композиція починається з восьмисекундного виконання основного ритму. Цей ритм триває майже всю пісню, перериваючись на 3-й хвилині 40-й секунді. Перший куплет закінчується на 47-й секунді, і відразу починається приспів, який триває 31 секунду. Після приспіву слідує другий куплет. За своєю структурою він нічим не відрізняється від першого куплета. В кінці другого куплета (1:58) знову програється приспів. Після його закінчення починається партія гітари Red Special, яка триває майже хвилину. Після гітарного соло музиканти востаннє виконують приспів. На рядку "When I look and I find..." ("Коли я дивлюся, я знаходжу...") музика на мить зупиняється. Після слів Фредді Мерк'юрі: "I still love you" ("Я як і раніше люблю тебе"), Роджер Тейлор, Браян Мей і Джон Дікон ще кілька секунд грають разом, але після закінчення гітарної партії, знову виконується основний ритм і він поступово затихає.
На вініловій платівці пісня вийшла у злегка скороченому вигляді (тривалістю 4 хвилини 6 секунд): були вирізані вступ і закінчення.

## Живе виконання
Пісню вперше виконали наживо 20 квітня 1992 року на концерті присвяченому пам'яті Фредді Мерк'юрі «The Freddie Mercury Tribute Concert». Тоді її виконали Джордж Майкл і Ліза Стансфілд. Майкл заспівав перший куплет, а Стенсфілд другий. Концертна версія пісні у виконанні Джорджа Майкла вийшла у його мініальбомі «Five Live» у 1993 році, ця збірка досягла першого рядка британського чарту. Пізніше ця версія пісні вийшла у альбомі «Greatest Hits III» у 1999 році.
Пісню зіграли у турах 2005 і 2006 років під час проєкту «Queen + Пол Роджерс» з вокалом Роджера Тейлора. На сцені пісня супроводжувалася відеороликом який містив кадри виступу гурту ранніх років в Японії та кадрів присвячених колишнім учасникам гурту Фредді Мерк'юрі і Джону Дікону.
1 липня 2007 року на стадіоні «Уемблі» (Лондон), проходив концерт, присвячений Принцесі Діані, в якому брали багато світових зірок. В самому кінці вистави, під музику з «These Are the Days of Our Lives», були показані кадри з життя принцеси Діани.
Живий запис пісні також виходив у концертних альбомах «46664» і «Return of the Champions». Крім того, пісня виконувалася на концертах, які потім вийшли в як відео гурту. Це «The Freddie Mercury Tribute Concert», «46664 — the Event», «Return of the Champions» і «Super Live in Japan».

## Музичне відео
Музичне відео до пісні стало останнім за участю фронтмена гурту Фредді Мерк'юрі, коли він був на заключних етапах своєї битви зі СНІДом. Більшість відеоматеріалів, використаних у відеоролику, зняли Руді Долезаль і Ханнес Роззахер з компанії DoRo Productions в студії «Limehouse» 30 травня 1991 року.
На первинному зніманні відео пісні були присутні Фредді Мерк'юрі, Роджер Тейлор і Джон Дікон, а через кілька тижнів потім відзняли додаткові кадри з гітаристом Браяном Меєм, тому що він був в Америці в рамках промо-туру на радіо під час основного знімання відеокліпу. Спочатку відео відзняли на кольорову плівку (така версія кліпу вийшла в США). Але, переглянувши ролик, гурт вирішив не показувати його в кольоровому форматі, щоб шанувальники гурту не побачили, яким був в той час Фредді Мерк'юрі. Його обличчя було настільки виснаженим, що без гриму Фредді було неможливо впізнати. Відео вийшло в чорно-білому режимі, щоб повністю приховати зміни у зовнішності Меркур'юрі від СНІДу (після чуток про його здоров'я, яке було в центрі обговорення багатьох ЗМІ і публічних спекуляцій протягом року), цей же трюк був використанний раніше у відео до пісні «I'm Going Slightly Mad» у 1991 році. Пізніше з'явилися кольорове відеознімання гурту під час процесу знімання музичного відео, у яких було видно справжній стан Мерк'юрі. У порівнянні з відеороликом «I'm Going Slightly Mad» було зроблено менше спроб приховати хворобу Мерк'юрі, була відсутня перука, через що було видно відступаючу лінію його волосся, і він не носив набивку, щоб приховати втрату ваги (хоча його одяг був мішкуватий і ненаповнений). Відеокліп увійшов до збірки кліпів «Greatest Flix III» і «Classic Queen».
Кліп не сюжетний — Фредді просто співає перед камерою. У відеоролику Мерк'юрі носить жилет з картинками кішок, яких він любив, зроблений для нього близьким другом, костюмером «Queen» Даяною Мозлі. Він надів жилет навипуск, і широкі штани, щоб приховували крайню худобу. Роджер Тейлор був одягнений в такий самий одяг, а Браян Мей і Джон Дікон в штани і білу сорочку. Кліп починається з показу Тейлора, який грає на конзі. Далі кадр плавно переходить на Мерк'юрі під час слів "I was back in the old days" ("Я повернувся в старі дні"). Після цих кадрів кілька секунд показується Джон Дікон. Потім кадр плавно переходить на Мерк'юрі (майже весь куплет камера направлена тільки на нього). Під час приспіву показується весь гурт і майданчик, де і відбувається виконання пісні. Виконання другого куплета майже нічим не відрізняється від виконання першого. Все також показується тільки Фредді Мерк'юрі. Після приспіву починається гітарне соло Мея, яке триває майже хвилину. Після його закінчення починається приспів. Фінальні кадри відеокліпу містять прощальний погляд Мерк'юрі прямо на камеру, де він шепоче останні слова: "I still love you" ("Я як і раніше люблю тебе [вас]"), які стали посланням співака своїм фанам. Через секунду Фредді виходить з кадру, щоб більше ніколи туди не повернутися. Кліп став останнім, в якому знявся Фредді Мерк'юрі. Пісню переважно написав Тейлор, який написав лірику про те, як батьківство змушувало його замислитися про життя. Однак пісня, у виконанні Мерк'юрі, також містить роздуми про кінець життя. Учасники гурту знали, що у Мерк'юрі залишилося мало часу до смерті, хоча новини про такий стан речей не публікувалися до самої смерті Мерк'юрі.
Існує три версії відеокліпу. У США відеокліп випускався північноамериканським лейблом «Queen» «Hollywood Records», яке було дочірньою компанією «The Walt Disney Company», ця версія містила деякі анімовані кадри, створені аніматорами студії «Walt Disney». В американській версії також використовувалося редагування відео, у якому додали Браяна Мея таким чином, щоб було створено враження, що всі чотири учасники гурту були пліч-о-пліч під час зйомок. У Європі вийшла інша «чиста» версія відео без анімованих додатків. Потім у 1992 році вийшла ще одна відео-версія для просування альбому-збірки «Classic Queen» в США, з поєднанням старих кадрів гурту з 1973 по 1991 рік, серед яких було знімання виступів гурту в США.

## Музиканти
- Фредді Мерк'юрі — головний вокал, бек-вокал;
- Браян Мей — електрогітара;
- Роджер Тейлор — ударні, клавішні;
- Джон Дікон — бас-гітара
- Девід Річардс — клавішні, перкусія, програмування.

## Трек-лист
Перший випуск
| касета | касета                            | касета     |
| #      | Назва                             | Тривалість |
| ------ | --------------------------------- | ---------- |
| 1.     | «These Are the Days of Our Lives» | 4:10       |
| 2.     | «Bijou»                           | 3:36       |

| Американський сучасний рекламний рок-сингл | Американський сучасний рекламний рок-сингл | Американський сучасний рекламний рок-сингл |
| #                                          | Назва                                      | Тривалість                                 |
| ------------------------------------------ | ------------------------------------------ | ------------------------------------------ |
| 1.                                         | «These Are the Days of Our Lives»          | 4:18                                       |
| 2.                                         | «These Are the Days of Our Lives» (Edit)   | 3:54                                       |

| Американський сучасний рекламний хіт-сингл | Американський сучасний рекламний хіт-сингл | Американський сучасний рекламний хіт-сингл |
| #                                          | Назва                                      | Тривалість                                 |
| ------------------------------------------ | ------------------------------------------ | ------------------------------------------ |
| 1.                                         | «These Are the Days of Our Lives»          | 4:10                                       |

Другий випуск
| CD, CT, 7" | CD, CT, 7"                        | CD, CT, 7" |
| #          | Назва                             | Тривалість |
| ---------- | --------------------------------- | ---------- |
| 1.         | «Bohemian Rhapsody»               | 6:00       |
| 2.         | «These Are the Days of Our Lives» | 4:15       |

## Номінації
| Рік  | Церемонія   | Нагорода               | Результат |
| ---- | ----------- | ---------------------- | --------- |
| 1992 | Brit Awards | Британський сингл року | Перемога  |

## Чарти і сертифікації
Через шість днів після видання «Bohemian Rhapsody» цей сингл, який увічнив місце «Queen» у анналах рок-музики, знову злетів на вищий щабель популярності. Критики говорили, що за кількістю примірників платівка обжене хіт гурту «Band Aid» «Do They Know It's Christmas» (3 мільйони екземплярів).
Платівка вийшла в рекордно короткі терміни. Як пояснив Тоні Уодсворт, генеральний менеджер компанії звукозапису, що належала гурту: «Перші копії платівки в обкладинці ми отримали вже наступної п'ятниці. Кожен старався як міг». Уже через день всі розуміли, що у них на руках бестселер «номер один».
Грехем Вокер, співробітник компанії «ERA», що складає списки популярності, говорив: «Продаж йде феноменально. За перші шість днів продано близько шестисот тисяч платівок».
| Чарт (1991–1992)                                                                   | Позиція |
| ---------------------------------------------------------------------------------- | ------- |
| Бельгія (Ultratop Flanders)                                                        | 40      |
| Німеччина (Official German Charts) Подвійна A-сторона з "Bohemian Rhapsody"        | 16      |
| Ірландія (IRMA) Подвійна A-сторона з "Bohemian Rhapsody"                           | 1       |
| Польща (LP3)                                                                       | 1       |
| Велика Британія (Official Charts Company) Подвійна A-сторона з "Bohemian Rhapsody" | 1       |

| Чарт (1991)                               | Позиція |
| ----------------------------------------- | ------- |
| Велика Британія (Official Charts Company) | 2       |

| Чарт (1992)                               | Позиція |
| ----------------------------------------- | ------- |
| Велика Британія (Official Charts Company) | 15      |

| Країна                                            | Сертифікація | Продано  |
| ------------------------------------------------- | ------------ | -------- |
| Велика Британія (BPI)                             | Платина      | 600,000^ |
| ^дані про партії засновані тільки на сертифікації |              |          |

## Реліз
| Країна          | Дата           | Формат        | Лейбл                   | Маркування                                                               |
| Перший випуск   | Перший випуск  | Перший випуск | Перший випуск           | Перший випуск                                                            |
| --------------- | -------------- | ------------- | ----------------------- | ------------------------------------------------------------------------ |
| США             | серпень 1991   | CD-R          | Hollywood Records       | PRCD-10061-2                                                             |
| США             | 5 вересня 1991 | 7", CT        | Hollywood Records       | 64868 4 (7") HR-64868-4 (CT)                                             |
| США             | 1991           | CD-R          | Hollywood Records       | PRCD-8390-2                                                              |
| Другий випуск   |                |               |                         |                                                                          |
| Європа          | 9 грудня 1991  | 7", CD, CT    | EMI, Parlophone Records | 016 2046497, QUEEN 20 (7") 2046492, CDQUEEN 20 (CD) 300201 4 (CT)        |
| Велика Британія | 9 грудня 1991  | 7", CD, CT    | EMI, Parlophone Records | 2046497, QUEEN 20 (7") 2046492, CDQUEEN 20 (CD) 2046494, TCQUEEN 20 (CT) |
| Австралія       | 1992           | CT            | EMI, Parlophone Records | TC-2046494                                                               |
| Японія          | 8 липня 1992   | CD            | EMI, Parlophone Records | TOCP-7259                                                                |